# Thaneller- en Loreagroep

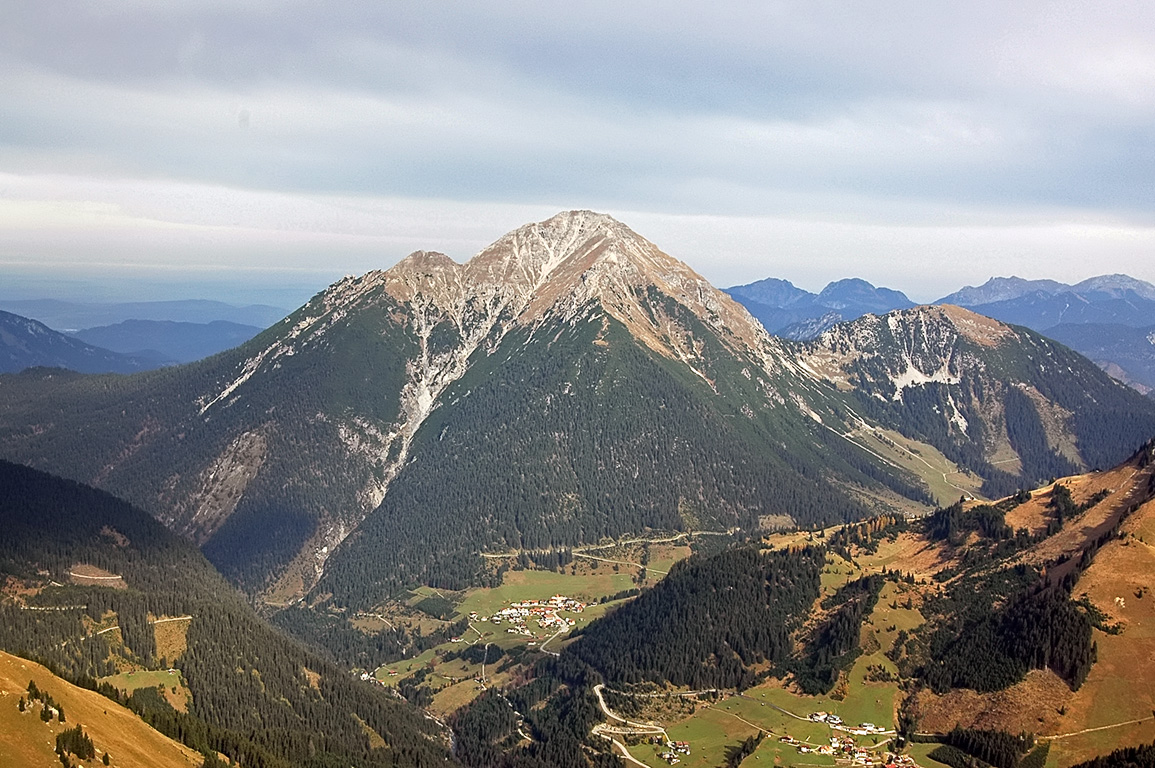
De Thaneller (2341 meter), een van de naamgevers aan de Thaneller- en Loreagroep

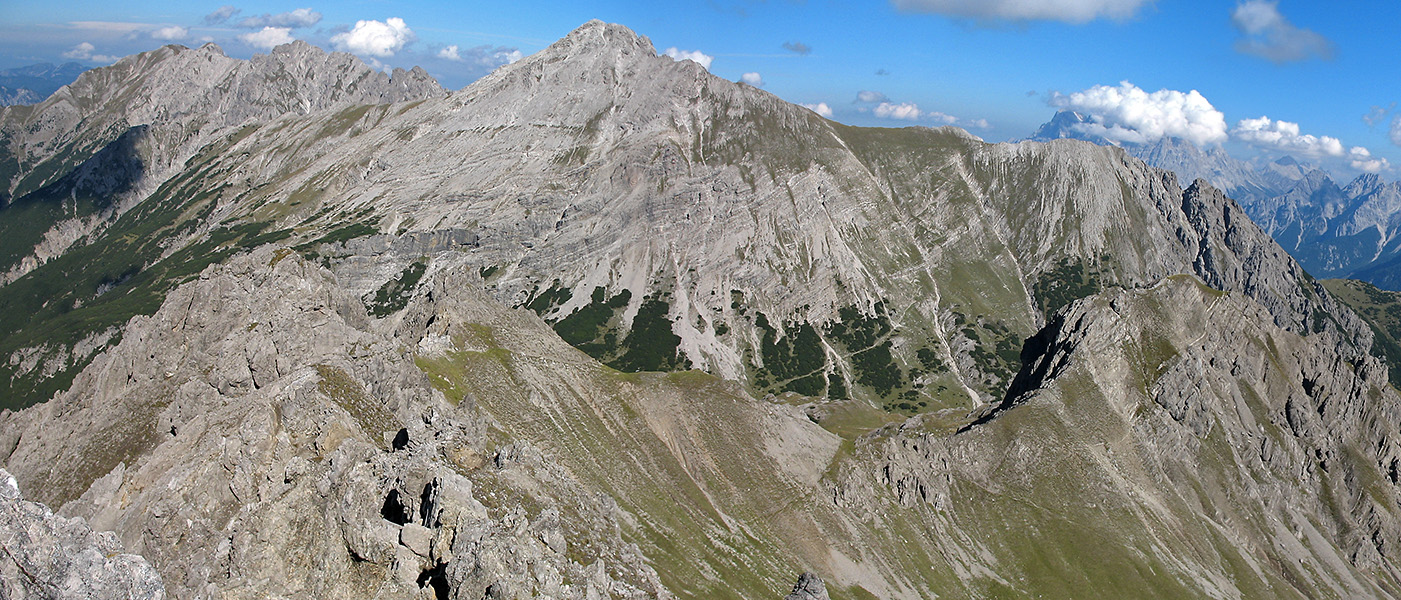
De Loreakopf (2471 meter), de andere naamgever aan de Thaneller- en Loreagroep

De Thaneller- en Loreagroep (Duits: Thaneller und Loreagruppe) is een van de negen subgroepen waarin de Oostenrijkse Lechtaler Alpen worden onderverdeeld. De subgroep is vernoemd naar de Thaneller (2341 meter) en de Loreakopf (2471 meter).
De Thaneller- en Loreagroep is de meest noordoostelijk gelegen subgroep van de Lechtaler Alpen. De groep grenst aan de kleine Liegfeistgroep in het westen en aan de Namloser Bergen en Heiterwandgroep in het zuidwesten. Aan het meest noordelijke puntje van de subgroep is de gemeente Reutte gelegen. In het oosten wordt de subgroep gescheiden van het Wetterstein- en het Miemingergebergte door de weg over de Fernpas (1216 meter). In het zuiden scheidt het Tegestal de subgroep van de Heiterwandgroep. De westelijke grens wordt bepaald door het Rotlechtal, een zijdal van het Lechtal, dat bij Weißenbach am Lech in laatstgenoemd dal uitmondt. In de Thaneller- en Loreagroep ligt onder de top van de Grubigstein op 2028 meter hoogte de Grubigsteinhütte. Bij de Loreakopf ligt op 2022 meter hoogte de Loreahütte.

## Bergtoppen
Benoemde bergtoppen in de Thaneller- en Loreagroep zijn:
- Loreakopf, 2471 meter
- Tagweidkopf, 2408 meter
- Galtbergspitze, 2391 meter
- Gartnerwand, 2377 meter
- Roter Stein, 2366 meter
- Steinmandlspitze, 2347 meter
- Kaminlochköpfe, 2345 meter
- Sittelehnerkopf, 2343 meter
- Thaneller, 2341 meter
- Asserlespitze, 2337 meter
- Gamplespitze, 2325 meter
- Mittleres Kreuzjoch, 2321 meter
- Asserlekopf, 2282 meter
- Karlekopf, 2270 meter
- Grubigstein, 2233 meter
- Östliches Kreuzjoch, 2231 meter
- Bleispitze, 2225 meter
- Unheimlicher Kopf, 2189 meter
- Hintere Suwaldspitze, 2159 meter
- Vordere Suwaldspitze, 2155 meter
- Schafsköpfle, 2135 meter
- Hoher Schrofen, 2127 meter
- Joch (ook: Sonnberg), 2052 meter
- Hönig, 2034 meter
- Kamp, 2014 meter
- Alpkopf, 1802 meter
- Jochplatz, 1762 meter
- Mühlwaldköpfl (ook: Gartigköpfl), 1719 meter
- Oberes Gämple, 1716 meter
- Rinnerskopf, 1536 meter
- Rauchkopf, 1527 meter
- Schartenkopf, 1514 meter
- Lichteköpfle, 1463 meter
- Sintwag, 939 meter